# Veľké Hincovo pleso
Veľké Hincovo pleso (Groot Hincovomeer) is een gletsjermeer op 1,9 kilometer hoogte in het noordwesten van de Mengusovská-vallei in de Hoge Tatra, in Slowakije, nabij de grens met de Kôprovávallei en de grens met Polen. Het is het grootste en diepste meer van Slowakije en gemiddeld 270 dagen per jaar is het meer dichtgevroren. Vanuit het meer ontspringt de Hincovobeek die nadat deze samenkomt met de beek Krupa, die op zijn beurt ontspringt vanuit het Popradskémeer (Slowaaks: Popradské Pleso), de rivier de Poprad vormt.

## Beschrijving
Het Hincovomeer is een hooggelegen meer op 1.944,8 meter hoogte, het is 740 meter lang en 370 meter breed, met een oppervlakte van 20,08 hectare en een maximale diepte van 53,7 meter. Het meer heeft een inhoud van ruim 4,1 miljard liter water. Het meer ligt noordelijk van: Malé Hincovo Pleso (Klein Hincovomeer); een zevental meertjes, allen 'Hincove oká' Hincove's oog genaamd, hiervan zijn drie meertjes verbonden met de beek; het meertje Satanove plieska Satans klap; en het grote bergmeer Popradské pleso.